# Ervin Vaca
Ervin Vaca Moreno (La Paz, 18 marzo 2004) è un calciatore boliviano, centrocampista del Bolívar.

## Carriera

### Club
Ha iniziato a giocare a calcio nel Club Calleja per poi passare al Colo-Colo nel 2022 ed al Bolívar l'anno successivo. Il 12 luglio 2023 ha debuttato a livello professionistico nell'incontro di coppa di lega vinto 4-0 contro il Gran Mamoré e nel mese di ottobre dello stesso anno è stato ceduto in prestito per un mese al Lommel.
Rientrato in Bolivia ad inizio 2024, è stato promosso stabilmente in prima squadra ed il 24 novembre ha segnato il suo primo gol nella partita vinta 5-3 contro il Nacional Potosí.

### Nazionale
Nel 2023 ha partecipato con le nazionale Under-20 boliviana al campionato sudamericano di categoria.
Ha debuttato con la nazionale maggiore boliviana il 10 settembre 2024 nell'incontro di qualificazione per il campionato mondiale 2026 vinto 2-1 contro il Cile, ed ha segnato il suo primo gol con La Verde il 19 novembre nella partita pareggiata 2-2 contro il Paraguay.

## Statistiche

### Presenze e reti nei club
Statistiche aggiornate al 3 giugno 2025.
| Stagione        | Squadra         | Campionato      | Campionato | Campionato | Coppe nazionali | Coppe nazionali | Coppe nazionali | Coppe continentali | Coppe continentali | Coppe continentali | Altre coppe | Altre coppe | Altre coppe | Totale | Totale | Totale |
| Stagione        | Squadra         | Comp            | Pres       | Reti       | Comp            | Pres            | Reti            | Comp               | Pres               | Reti               | Comp        | Pres        | Reti        | Pres   | Reti   |        |
| --------------- | --------------- | --------------- | ---------- | ---------- | --------------- | --------------- | --------------- | ------------------ | ------------------ | ------------------ | ----------- | ----------- | ----------- | ------ | ------ | ------ |
| 2023            | Bolívar         | PD              | 0          | 0          | CdL             | 1               | 0               | -                  | -                  | -                  | -           | -           | -           | 1      | 0      |        |
| 2024            | Bolívar         | PD              | 30         | 2          | -               | -               | -               | CL                 | 3                  | 0                  | -           | -           | -           | 33     | 2      |        |
| 2025            | Bolívar         | PD              | 5          | 0          | -               | -               | -               | CL                 | 4                  | 0                  | -           | -           | -           | 9      | 0      |        |
| Totale carriera | Totale carriera | Totale carriera | 35         | 2          |                 | 1               | 0               |                    | 7                  | 0                  |             | -           | -           | 43     | 2      |        |

### Cronologia presenze e reti in nazionale
| Cronologia completa delle presenze e delle reti in nazionale ― Bolivia | Cronologia completa delle presenze e delle reti in nazionale ― Bolivia | Cronologia completa delle presenze e delle reti in nazionale ― Bolivia | Cronologia completa delle presenze e delle reti in nazionale ― Bolivia | Cronologia completa delle presenze e delle reti in nazionale ― Bolivia | Cronologia completa delle presenze e delle reti in nazionale ― Bolivia | Cronologia completa delle presenze e delle reti in nazionale ― Bolivia | Cronologia completa delle presenze e delle reti in nazionale ― Bolivia |
| Data                                                                   | Città                                                                  | In casa                                                                | Risultato                                                              | Ospiti                                                                 | Competizione                                                           | Reti                                                                   | Note                                                                   |
| ---------------------------------------------------------------------- | ---------------------------------------------------------------------- | ---------------------------------------------------------------------- | ---------------------------------------------------------------------- | ---------------------------------------------------------------------- | ---------------------------------------------------------------------- | ---------------------------------------------------------------------- | ---------------------------------------------------------------------- |
| 10-9-2024                                                              | Ñuñoa                                                                  | Cile                                                                   | 1 – 2                                                                  | Bolivia                                                                | Qual. Mondiali 2026                                                    | -                                                                      |                                                                        |
| 14-11-2024                                                             | Guayaquil                                                              | Ecuador                                                                | 4 – 0                                                                  | Bolivia                                                                | Qual. Mondiali 2026                                                    | -                                                                      |                                                                        |
| 19-11-2024                                                             | El Alto                                                                | Bolivia                                                                | 2 – 2                                                                  | Paraguay                                                               | Qual. Mondiali 2026                                                    | 1                                                                      | 46’                                                                    |
| 6-6-2025                                                               | Maturín                                                                | Venezuela                                                              | 2 – 0                                                                  | Bolivia                                                                | Qual. Mondiali 2026                                                    | -                                                                      | 68’                                                                    |
| 10-6-2025                                                              | El Alto                                                                | Bolivia                                                                | 2 – 0                                                                  | Cile                                                                   | Qual. Mondiali 2026                                                    | -                                                                      | 78’                                                                    |
| Totale                                                                 |                                                                        | Presenze                                                               | 5                                                                      |                                                                        | Reti                                                                   | 1                                                                      |                                                                        |

## Palmarès

### Club

#### Competizioni nazionali
- Campionato boliviano: 1

Bolívar: 2024